# Lakes Plain jezici
Lakes Plain jezici, samostalna papuanska jezična porodica s indonezijskog dijela Nove Gvineje, koja se nekad vodila kao dio veće porodice geelvink bay, iz koje su također izdvojena i istočna geelvink bay skupina kao samostalna porodica, a skupina yawa pridružena je pod imenom yapen zapadnopapuanskim jezicima.
Obuhvaća 20 jezika a sastoji se od skupina awera (1) s jednim jezikom; istočni lakes plain sa (2) jezika; rasawa-saponi (2) jezika; i tariku (15) jezika

## Vanjske poveznice
- Ethnologue (14th)